# Aeroportul Regional Topeka
Aeroportul Regional Topeka (IATA: FOE, ICAO: KFOE, FAA LID: FOE) este un aeroport din Kansas, Statele Unite ale Americii ce deservește zona Topeka. Aeroportul a fost tranzitat în 2019 de 23.146 de pasageri. A fost numit după zona deservită.
Situat la o altitudine de 329 m, aeroportul dispune de 2 piste.

## Infrastructură

### Piste
Aeroportul dispune de 2 piste. Pista 03/21 are suprafața de asfalt și dimensiunile 7.001 picioare × 150 picioare. Pista 13/31 are suprafața de beton și dimensiunile 12.803 picioare × 200 picioare. 